# Kolham
Kolham (Dialekt groningski: Kolham), dawniej nazywana Colham lub De Ham – wieś w niderlandzkiej gminie Midden-Groningen, w prowincji Groningen.

## Geografia
Wieś Kolham leży na powierzchni 9,91km² w północnej części Holandii gminie Midden-Groningen, w prowincji Groningen, tuż przy autostradzie A7.

## Historia
Kolham pierwotnie było wioską drogową położoną na piaszczystym grzbiecie. Kościół Holenderskiego Kościoła Reformowanego zbudowano w 1641 roku. Znajdują się w nim elementy pochodzące z XV wieku. Kolham była odrębną parafią, ale do 1794 roku należała do heerlijkheid w Slochteren.
Kolham było kiedyś osadą liniową wzdłuż głównej drogi. Na początku XX wieku domy budowano wzdłuż dróg bocznych.

## Demografia
Według spisu ludności z 2023 roku we wsi Kolham mieszkało 1351 mieszkańców.